# Turbocompresor de geometría variable

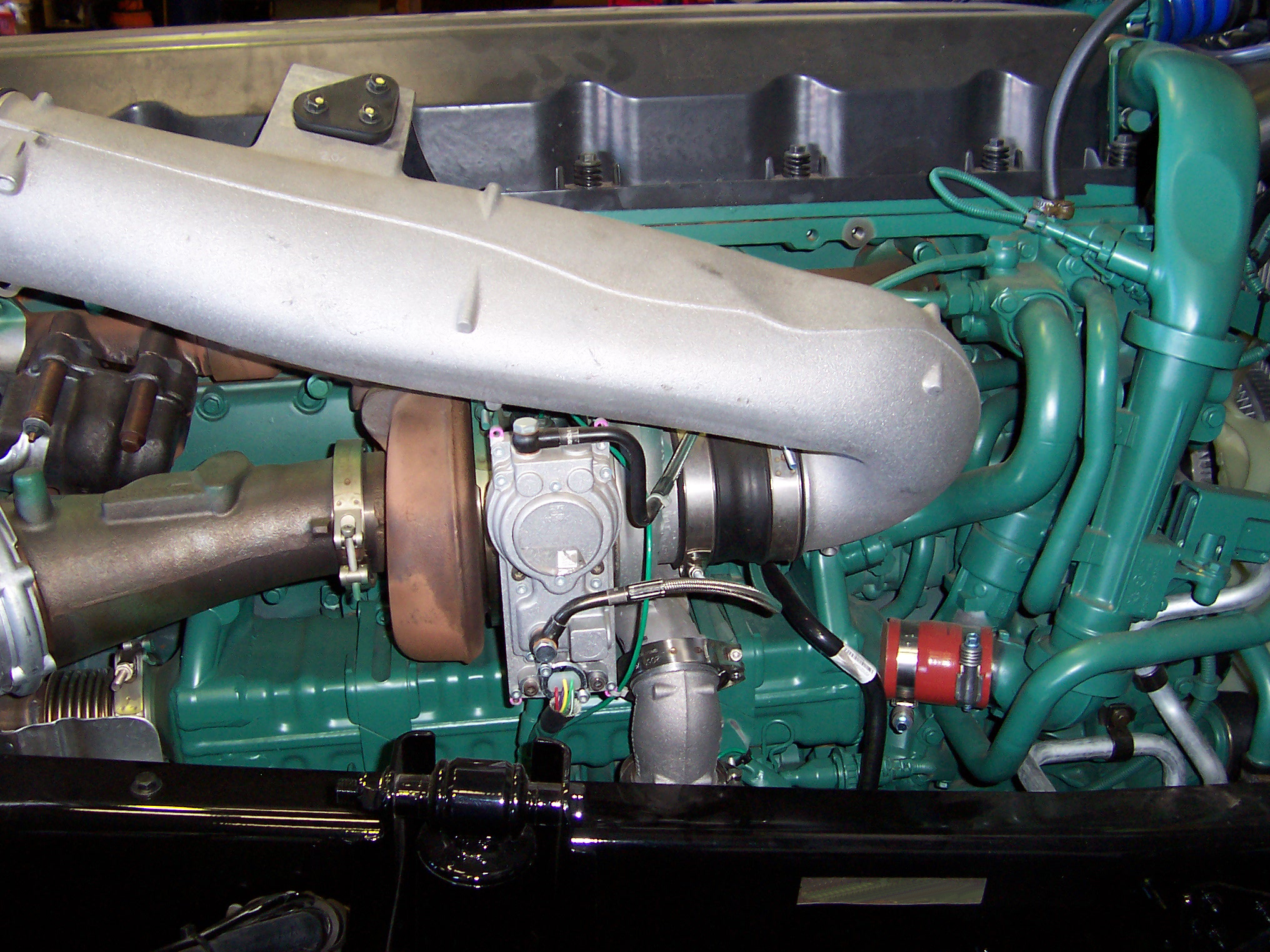
Motor Volvo FM VGT diésel con tecnología de recirculación de gases de escape

El turbocompresores de geometría variable (VGT, por las siglas de su nombre en inglés, Variable-Geometry Turbocharger), ocasionalmente conocido como turbos de boquilla variable (VNT, de variable-nozzle turbines), es un tipo de turbocompresor, generalmente diseñado para permitir que su relación efectiva se modifique a medida que cambian las condiciones de funcionamiento del motor. Esto se hace porque la relación de aspecto óptima a bajas velocidades del motor es muy diferente a la de altas velocidades.
Si la relación de aspecto es demasiado grande, el turbo no generará impulso a bajas velocidades; si la relación de aspecto es demasiado pequeña, el motor se ahogará a altas velocidades, lo que provocará presiones en el colector de escape elevadas, pérdidas de bombeo altas y, en última instancia, menor potencia de salida. Al alterar la geometría de la carcasa de la turbina a medida que el motor acelera, la relación de aspecto del turbo se puede mantener en su nivel óptimo. Debido a esto, el VGT tiene una cantidad mínima de lapso de respuesta, un umbral de impulso bajo y una alta eficiencia a velocidades del motor más altas.

## Historia

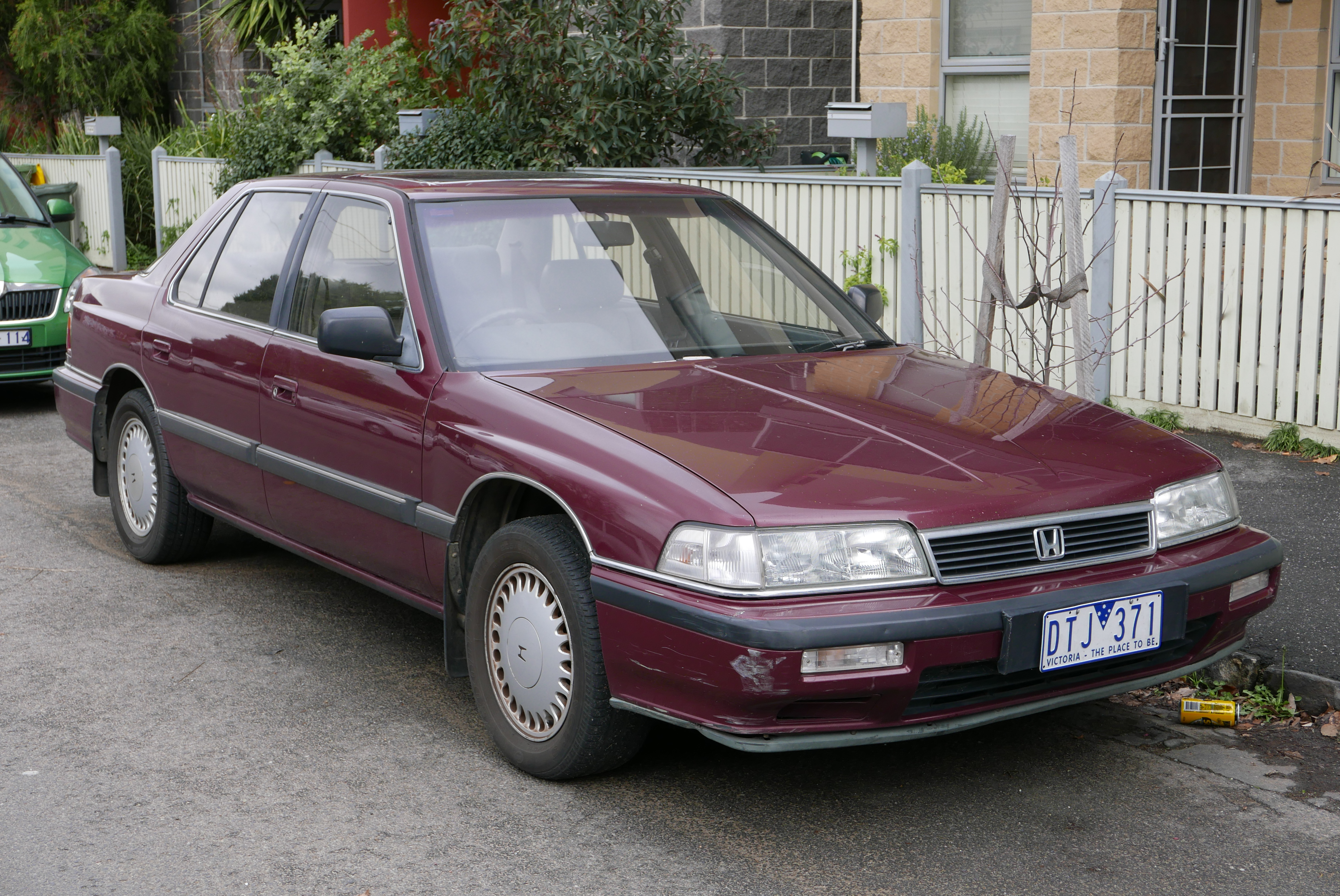
Honda Legend

El VGT de paleta giratoria fue desarrollado por primera vez por Garrett y se patentó en 1953.
Uno de los primeros coches de producción en serie en utilizar estos turbocompresores fue el Honda Legend de 1988, que disponía de un interenfriador de agua instalado en su motor V6 de 2 litros.
El Shelby CSX-VNT de 1989 de producción limitada, con solo 500 ejemplares fabricados, estaba equipado con un motor Chrysler K de 2,2 litros con un turbo Garrett, denominado VNT-25 porque usaba el mismo compresor y eje que el Garrett T-25 de geometría fija.
En 1991, Fiat incorporó un VGT en el turbodiésel de inyección directa del Croma.
El Peugeot 405 T16, lanzado en 1992, usaba un turbocompresor de geometría variable Garrett VAT25 en su motor de 2 litros y 16 válvulas.
El Porsche 911 Turbo de 2007 tiene turbocompresores de geometría variable gemelos en su motor de gasolina de seis cilindros opuestos horizontalmente de 3,6 litros.
El Koenigsegg One:1 de 2015 (llamado así por su relación potencia a peso de 1:1) usa turbocompresores gemelos de geometría variable en su motor V8 de 5 litros, lo que le permite producir una potencia de 1015 kW (1361 HP).

## Diseños comunes
Las dos disposiciones más comunes de un turbocompresor de geometría variable son las siguientes:
- Para los motores de servicio ligero (automóviles de pasajeros, coches de carreras y vehículos comerciales ligeros), las paletas de la turbina giran al unísono, en relación con su cubo, para variar su ángulo de ataque y el área de la sección transversal.

- Para los motores de servicio pesado, las paletas no giran, sino que se cambia su ancho efectivo. Esto generalmente se hace moviendo la turbina en su eje, retrayendo parcialmente las paletas dentro de la carcasa. Alternativamente, una partición dentro de la carcasa puede deslizarse hacia adelante y hacia atrás. El área entre los bordes de las paletas cambia, lo que lleva a un sistema de relación de aspecto variable con menos partes móviles.[4]

Los VGT pueden ser controlados por un actuador de vacío de membrana, un servosistema eléctrico, un actuador eléctrico trifásico, un actuador hidráulico o un actuador neumático usando un freno neumático.
A diferencia de las turbinas de geometría fija, las VGT no requieren una válvula de descarga.

## Imágenes

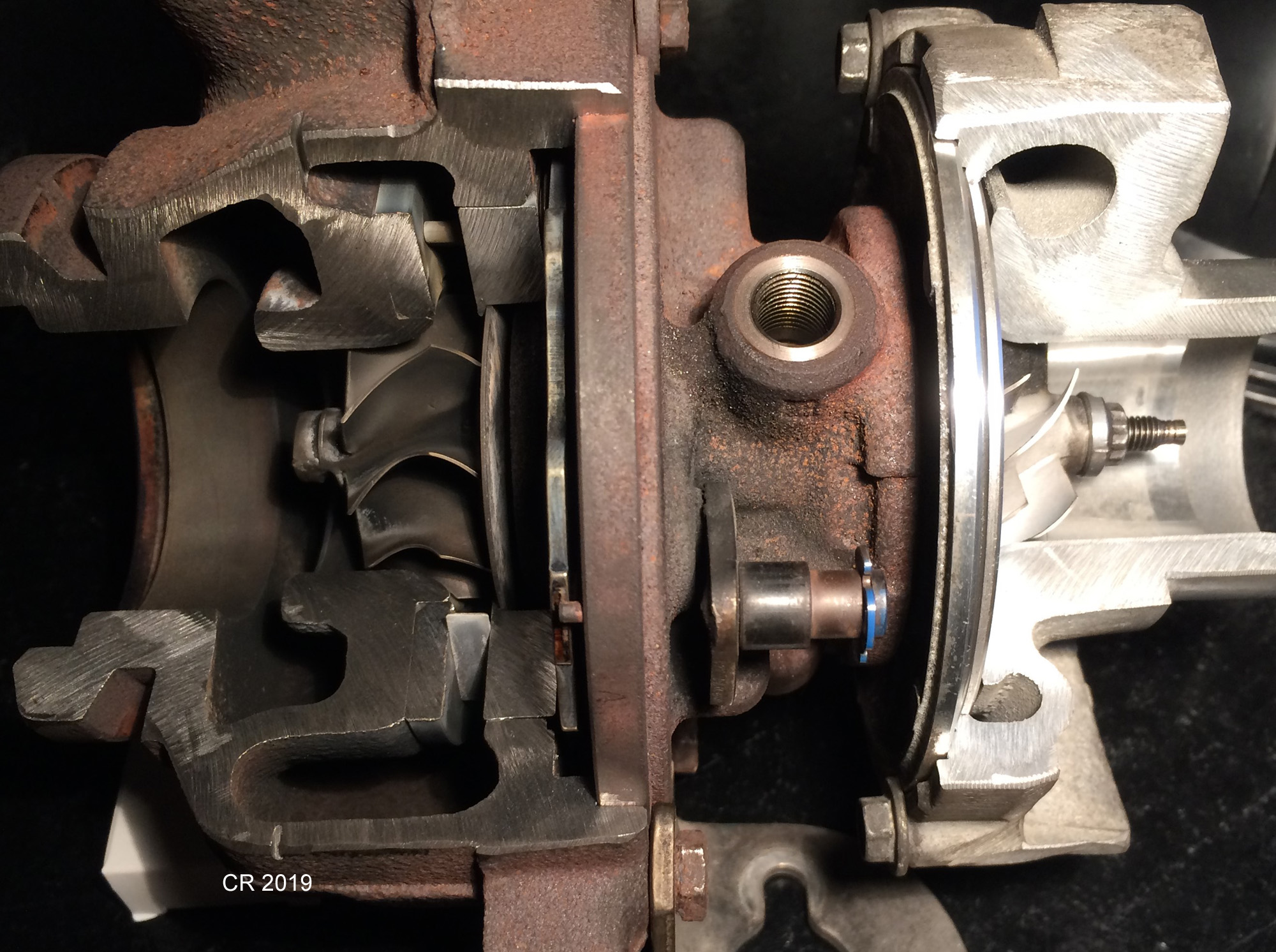
Un turbocompresor VGT abierto (VW Golf Diésel)
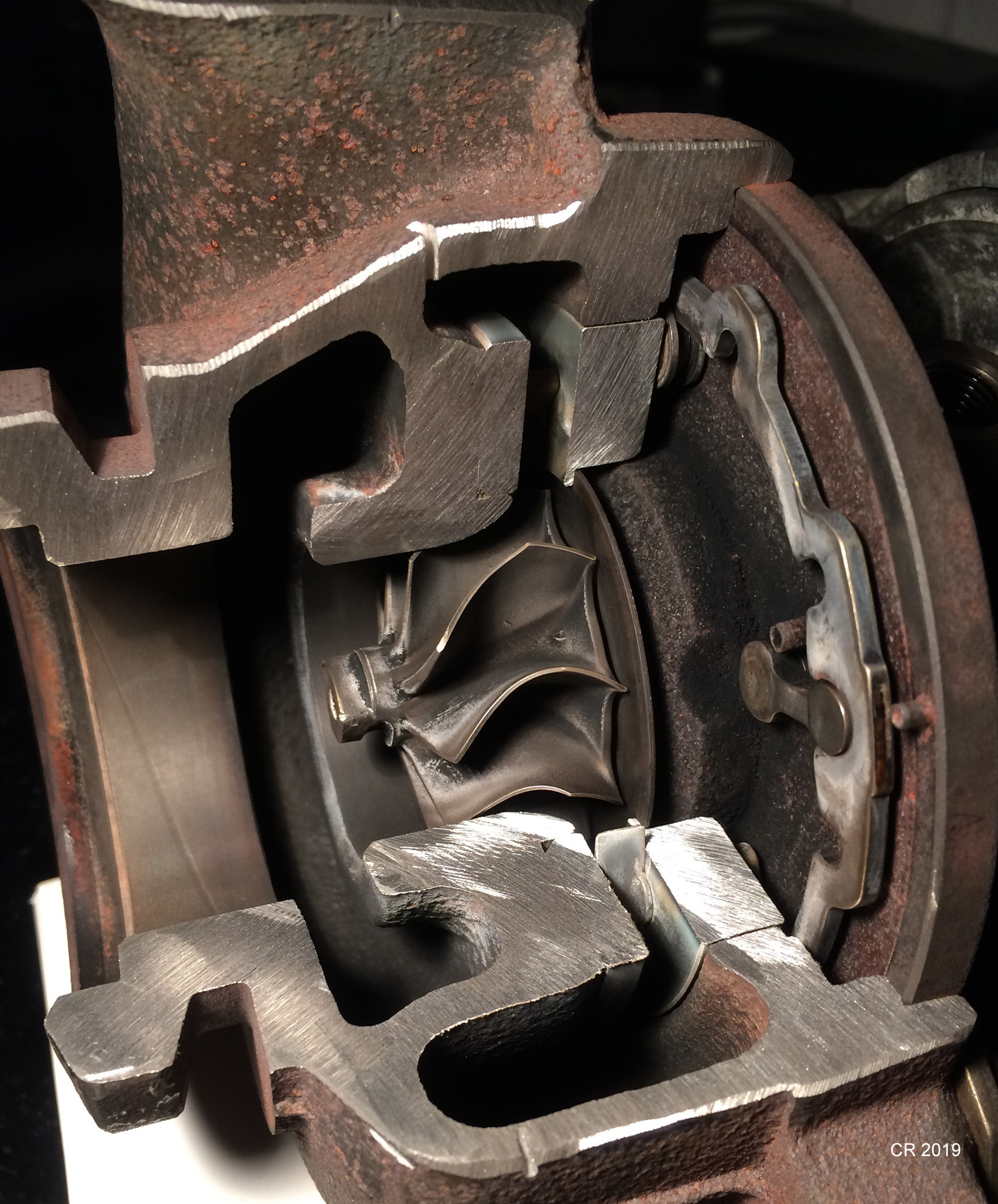
Lado de escape con álabes guía de geometría variable
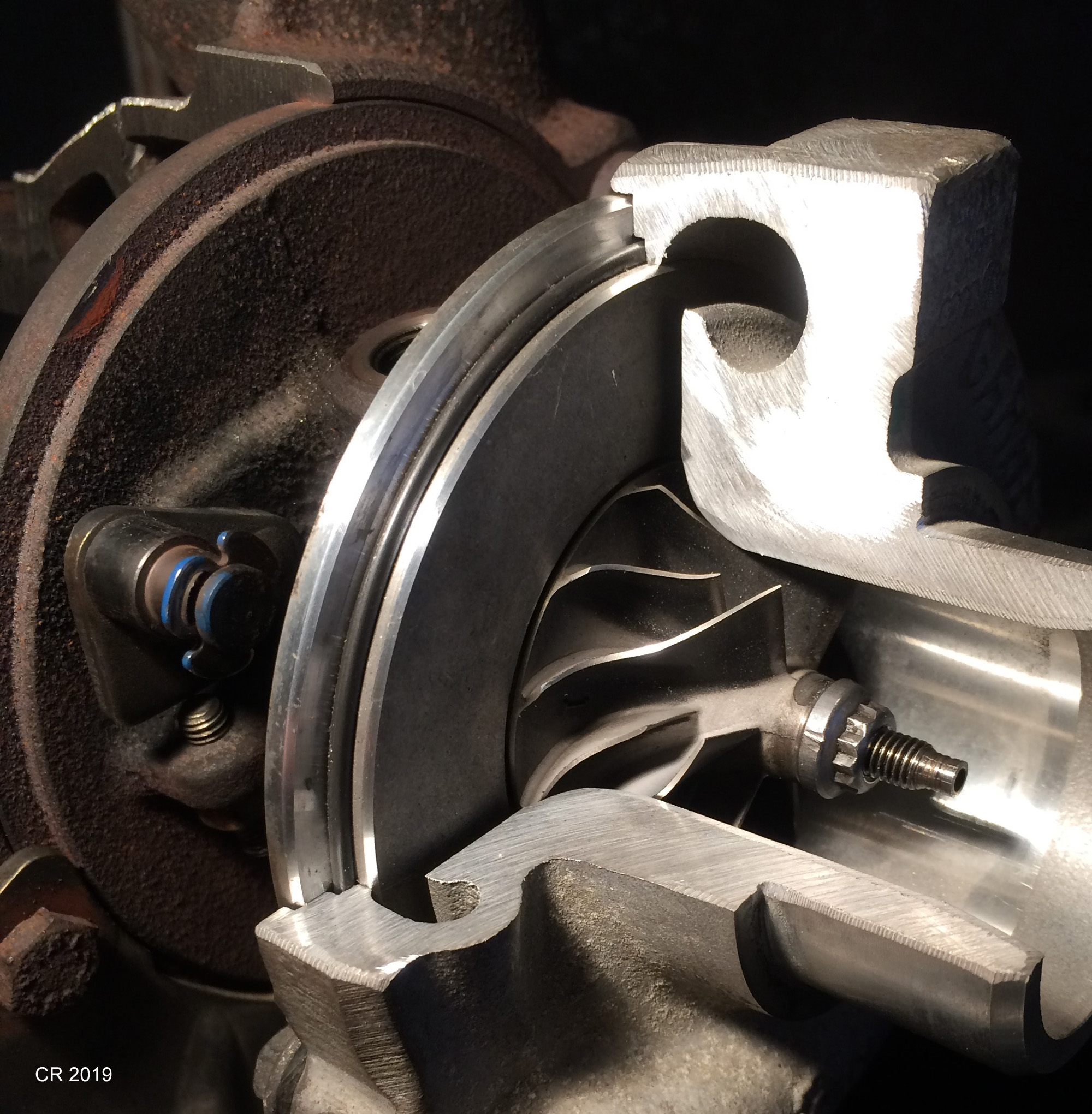
Lado de carga de aire con rueda compresora
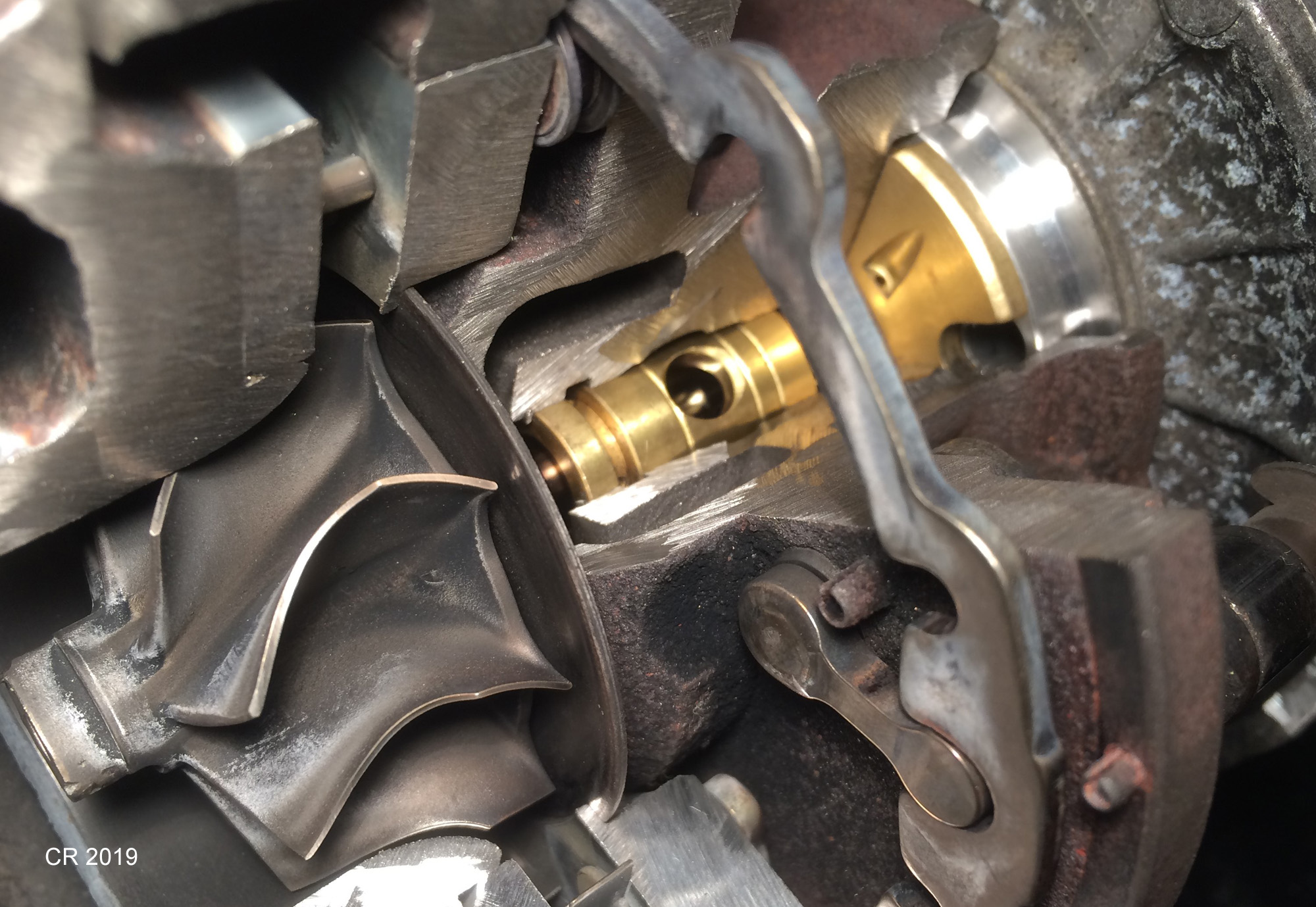
Eje del turbo
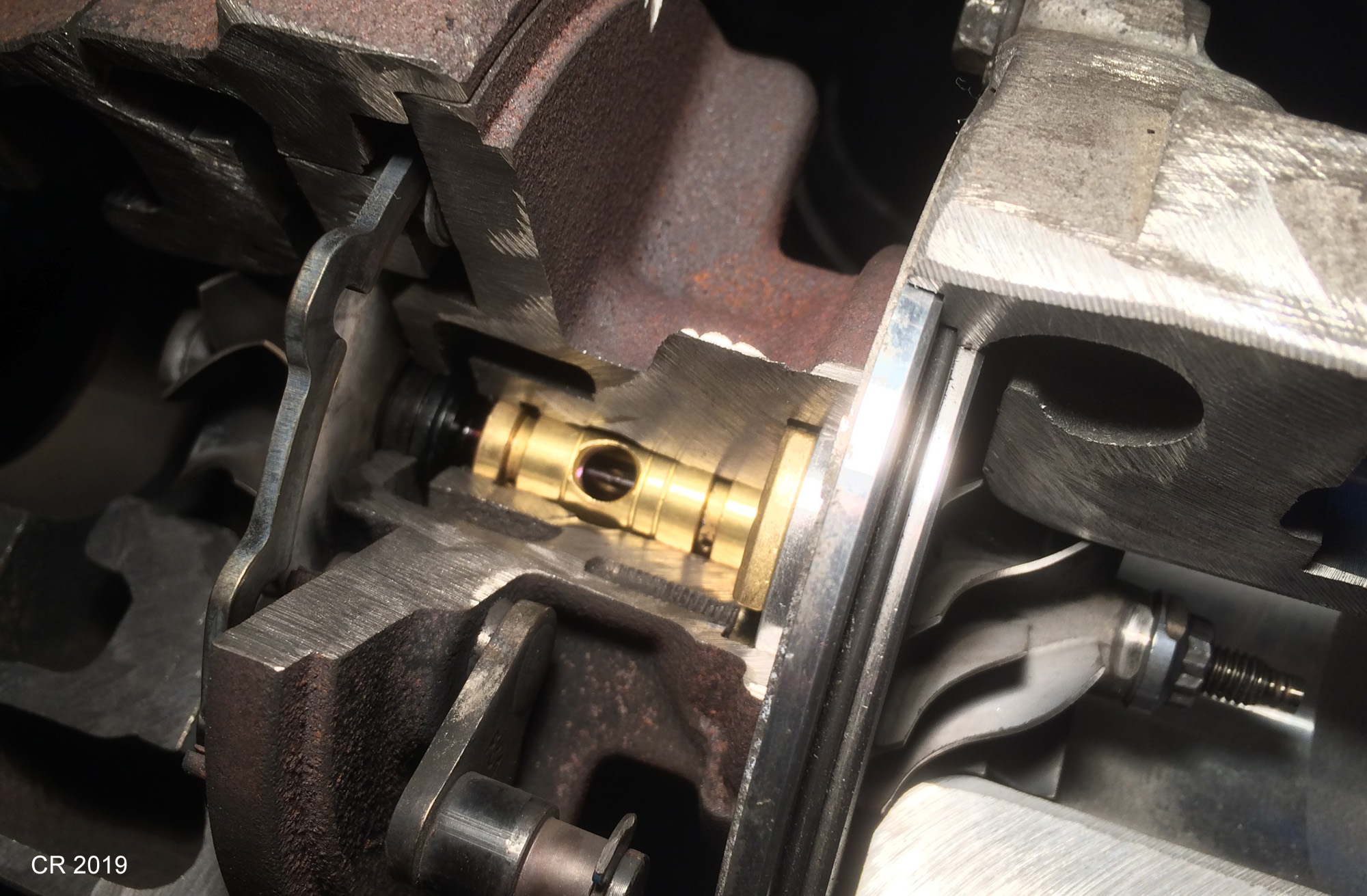
Eje del turbo

## Uso
Los VGT tienden a ser mucho más comunes en los motores diésel, ya que las temperaturas de escape más bajas significan que son menos propensos a fallar. Los primeros VGT en motores de gasolina requerían un pre-interenfriador significativo para extender la vida útil del turbocompresor a niveles razonables, pero los avances en la tecnología han mejorado su resistencia a los gases de escape de la gasolina a alta temperatura, y han comenzado a aparecer cada vez más en automóviles con este tipo de combustible.
Por lo general, los VGT solo se encuentran en aplicaciones de fábrica debido al nivel de coordinación requerido para mantener las paletas en la posición óptima para cualquier estado en el que se encuentre el motor. Sin embargo, hay unidades de control VGT en el mercado de accesorios disponibles y algunos motores del mercado de accesorios de alta gama. Los sistemas de gestión también pueden controlar una VGT.
En los camiones, los VGT también se utilizan para controlar la relación de escape recirculado de regreso a la entrada del motor (se puede controlar para aumentar selectivamente la presión del colector de escape hasta que exceda la presión del colector de admisión, lo que produce la recirculación de gases de escape). Aunque la presión de retorno excesiva del motor es perjudicial para la eficiencia del combustible en general, garantizar una tasa de retorno suficiente incluso durante estados transitorios (como cambios de marcha) puede ser suficiente para reducir las emisiones de óxido de nitrógeno hasta lo requerido por la legislación sobre emisiones (por ejemplo, Euro 5 para Europa y EPA 10 para Estados Unidos).
Otro uso de los turbocompresores de paletas deslizantes es como retención del escape por detrás del motor, por lo que no se necesita una válvula de mariposa de escape adicional. El mecanismo también puede modificarse deliberadamente para reducir la eficiencia de la turbina en una posición predefinida. Este modo se puede seleccionar para mantener una temperatura de escape elevada para promover el «apagado» y la «regeneración» de un filtro antipartículas (esto implica calentar las partículas de carbono atascadas en el filtro hasta que se oxidan en una reacción semi-autosuficiente, en lugar del proceso similar al de autolimpieza que ofrecen algunos hornos). La activación de un VGT para el control del flujo recirculado, o para disponer de ambos modos de retención o de regeneración en general, requiere actuadores hidráulicos o servos eléctricos.

## Fabricantes
Varias empresas fabrican y suministran turbocompresores de geometría variable de paletas giratorias, incluidos Garrett, BorgWarner y Mitsubishi Heavy Industries. Este diseño se limita principalmente a motores pequeños y aplicaciones ligeras (turismos, coches de carreras y vehículos comerciales ligeros).
El principal proveedor de compresores de geometría variable de paletas deslizantes es Cummins Inc.